# Neues allgemeines deutsches Adels-Lexicon
Neues allgemeines deutsches Adels-Lexicon est le titre d'un ouvrage de référence historique d'Ernst Heinrich Kneschke sur la noblesse allemande. L'ouvrage est publié en neuf volumes de 1859 à 1870 par Friedrich Voigt à Leipzig. Le premier abonné est le roi Jean de Saxe.

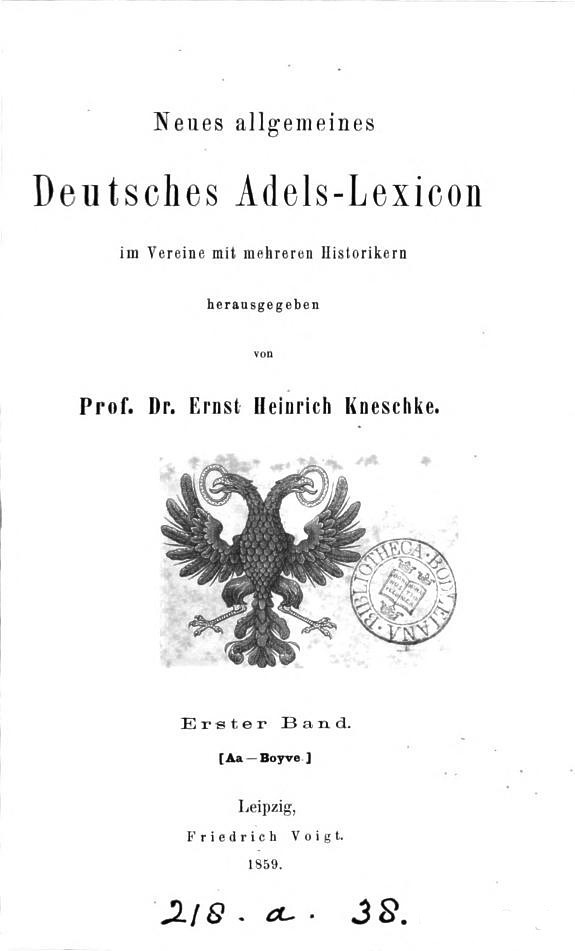
Page de garde

Selon l'avant-propos du premier volume, le but de la publication est de "visualiser, compléter et compiler" le matériel sur les familles de la noblesse, "spécifiquement pour une utilisation rapide et facile, d'abord dans l'intérêt de la noblesse et de son histoire, ainsi que l'histoire en général, les statistiques essentielles, la généalogie et l'héraldique, etc. "
Les familles sont répertoriées selon l'alphabet du nom de famille. Surtout la noblesse, l'origine de la famille, le siège ancestral, parfois les armoiries de la famille, les caractéristiques fondamentales de l'histoire familiale et des parents éminents sont mentionnés. L'information bibliographique avec des ouvrages supplémentaires sur presque toutes les familles est précieuse pour l'usage d'aujourd'hui.
Le Neue Allgemeine Adels-Lexicon est publié jusqu'en 1942 par les Gothaischen Genealogischen Taschenbücher der Adeligen Häuser.

## Les tomes individuels
- Ernst Heinrich Kneschke (Hrsg.): Neues allgemeines Deutsches Adels-Lexicon. Neun Bände. Voigt, Leipzig 1859–1870.
  - Band 1: Aa – Boyve. Leipzig 1859 (Volltext de la Bibliothèque universitaire et d'État de Düsseldorf).
  - Band 2: Bozepolski – Ebergassing. Leipzig 1860.
  - Band 3: Eberhard – Graffen.  Leipzig 1861.
  - Band 4: Graffen – Kalau v. Kalheim. Leipzig 1863.
  - Band 5: Kalb – Loewenthal. Leipzig 1864.
  - Band 6: Loewenthal – Osorowski. Leipzig 1865.
  - Band 7: Ossa – Ryssel. Leipzig 1867.
  - Band 8: Saackhen, Wailckhl v. Saackhen – Steinhauer zu Bulgarn. Leipzig 1868.
  - Band 9: Steinhaus – Zwierlein. Leipzig 1870.

## Réimpressions
- 1929/30, Verlag Degener & Co., Leipzig - réimpression inchangée
- 1973, Maison d'édition Olms, Hildesheim, New York
- 1995/96, maison d'édition de reproductions d'art Schmidt, Neustadt an der Aisch